# Atentát na Martina Luthera Kinga
Atentát na Martina Luthera Kinga, baptistického kazatele a vůdce afroamerického hnutí za občanská práva, byl spáchán dne 4. dubna 1968 v americkém městě Memphis, Tennessee. King byl smrtelně zasažen střelou z pušky během svého pobytu v motelu „Lorraine“, když stál na balkónu u svého pokoje.
Svým zraněním i přes rychlou zdravotnickou pomoc a přímou masáž srdce provedenou v nemocnici St. Joseph's Hospital zanedlouho podlehl. Pachatelem byl uprchlý trestanec James Earl Ray, který byl zadržen dva měsíce po atentátu na londýnském letišti Heathrow během pokusu o únik do některé z afrických zemí.
Tento čin vyprovokoval velké sociální nepokoje především v řadách afroamerického obyvatelstva v USA, především ve městech Washington, D.C., Louisville (Kentucky) a Baltimore. Podobně jako tomu bylo i u atentátu na Johna F. Kennedyho, vznikly i v souvislosti se smrtí M. L. Kinga různé teorie a podezření, podle kterého měl být Ray k přiznání donucen pod psychickým a fyzickým nátlakem.

## Pozadí události
Martin L. King poprvé zavítal do Mephisu již během března 1968 s cílem podpořit stávkující afroamerické popeláře. Tito chtěli stávkou vyjádřit nespokojenost s nevyhovujícími pracovními podmínkami, povinností denně zvedat neadekvátně těžká břemena a pracovat i během zimních mrazů a v dešti; dále chtěli protestovat proti zvýhodňování bílých kolegů, kterým byla vyplácena mzda v plné výši, i když některý den museli z důvodu špatného počasí zůstat doma.
Do Memphisu se King znovu vrátil 3. dubna 1968, aby navštívil shromáždění Církve Boha v Kristu, konané v Mason Temple. Kingův let do Memphisu byl ten den z důvodu bombového poplachu opožděn. Během běsnící sněhové bouře King přednesl svůj poslední projev v životě, známý pod titulkem „I've Been to the Mountaintop“ (Vystoupil jsem na vrchol hory). Ke konci svého projevu se zmínil i o oné bombové hrozbě v jeho letu:
| „ | ... A tak jsem se dostal do Memphisu. A někteří začali mluvit o nebezpečích, která venku číhají. Co by mi mohli někteří z našich chorých bílých bratrů udělat? Nevím co se teď stane. Máme před sebou několik těžkých dnů. Mně na tom ale teď vůbec nezáleží, protože jsem vystoupil na vrchol hory! (potlesk). A nevadí mi to. Tak jako každý - bych chtěl žít dlouhý život - dlouhověkost má své místo. Ale o tu se já teď nestarám. Chci jen následovat Boží vůli. A On mi dovolil vystoupit na vrchol hory. A já se tam rozhlédl. A uviděl jsem Zemi zaslíbenou. Možná, že se tam nedostanu s vámi. Ale chci, abyste vy všichni tady dnes věděli, že my jakožto lid se do Země zaslíbené dostaneme! (potlesk) A tak jsem dnes večer šťastný. Nebojím se ničeho. Nebojím se nikoho. Mé oči uzřely slávu přicházejícího Pána. | “ |

## Atentát

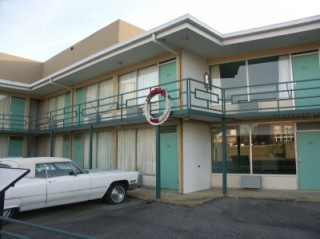
Motel Lorraine – místo činu

King byl během svého memphiského pobytu ubytován v motelu Lorraine, pokoji č. 306. Motel vlastnil černošský obchodník jménem Walter Bailey. Kingův blízký přítel a kolega, Reverend Ralph David Abernathy, který byl svědkem atentátu, uvedl komisi HSCA, že King tento motel navštěvoval tak často, že byl nakonec přezdíván jako „King-Abernathy Suite“.
Podle spisovatele Taylora Branche hovořil King naposledy s hudebníkem Benem Branchem, který měl ten den hrát na večerním setkání. King mu tehdy řekl: „Bene, počítej prosím tě s tím, že na tom večerním setkání zahraješ i skladbu Take My Hand, Precious Lord. Dej si na tom fakt záležet!“
Dne 4. dubna v 18.01 byl M. L. King zasažen střelou z pušky, když stál na balkónu u svého pokoje. Prošla pravým límcem u košile, prorazila hrdlo, prošla míchou a nakonec se zastavila v rameni. King byl převezen do nemocnice St. Joseph's Hospital, kde lékaři otevřeli Kingův hrudník a pokusili se jej zachránit přímou manuální masáží srdce. I přes veškerou snahu se však obnovení srdeční činnosti dosáhnout nepodařilo a v 19.05 byl King prohlášen za mrtvého. Podle Taylora Branche bylo během pitvy patologem konstatováno, že i přes Kingův poměrně nízký věk (39), bylo jeho srdce srovnatelné se srdcem šedesátiletého muže.

## Dopadení pachatele a soud
Dva měsíce po atentátu byl na londýnském letišti Heathrow zadržen pravděpodobný pachatel James Earl Ray, který chtěl přes Londýn pravděpodobně uprchnout do Angoly, Rhodesie nebo Jihoafrické republiky a to na základě padělaného kanadského pasu na jméno Ramon George Sneyd. Ray byl neprodleně převezen do Spojených států a obviněn z vraždy M. L. Kinga. Na radu svého právního zástupce se Ray k činu přiznal, aby tak snížil riziko, že bude odsouzen k trestu smrti. Ray byl konečným rozsudkem odsouzen k trestu odnětí svobody na 99 let.
Dne 10. června 1977 Ray, společně se šesti dalšími vězni, uprchl z věznice Brushy Mountain ve státě Tennessee, o tři dny později však byli všichni znovu zadrženi a vráceni do věznice. Za tento útěk byl Rayovi trest zvýšen o jeden rok, tedy v souhrnu na 100 let.
Roku 1997 se syn M. L. Kinga sešel s Rayem a posléze vydal souhlas k obnovení soudního procesu. Právním zástupcem Raye až do jeho smrti roku 1998 byl William Pepper, který informoval o přesvědčení Kingovy rodiny, že Ray neměl se smrtí Martina Luthera Kinga nic do činění. Ray však 23. dubna 1998 zemřel ve věznici na selhání ledvin ve věku sedmdesáti let, které bylo způsobeno žloutenkou typu C.

### Pochybnosti v případu
Shrnutí spekulací vzniklých v souvislosti s osobou pachatele Raye:
- Ray učinil doznání pod nátlakem a pod hrozbou udělení trestu smrti[14][15]
- Mnohé konspirační teorie se také opírají o závěry balistických testů se zbraní Remington Gamemaster, které nikdy dostatečně neprokázaly, že by Ray byl vrahem a neprokázaly ani jeho vlastnictví dané zbraně.[16][17]
- Svědci, kteří se během střelby nacházeli poblíž M. L. Kinga, navíc uvedli, že střela vyšla z odlišného místa, než uváděla oficiální zpráva.[18]

## Reakce na atentát

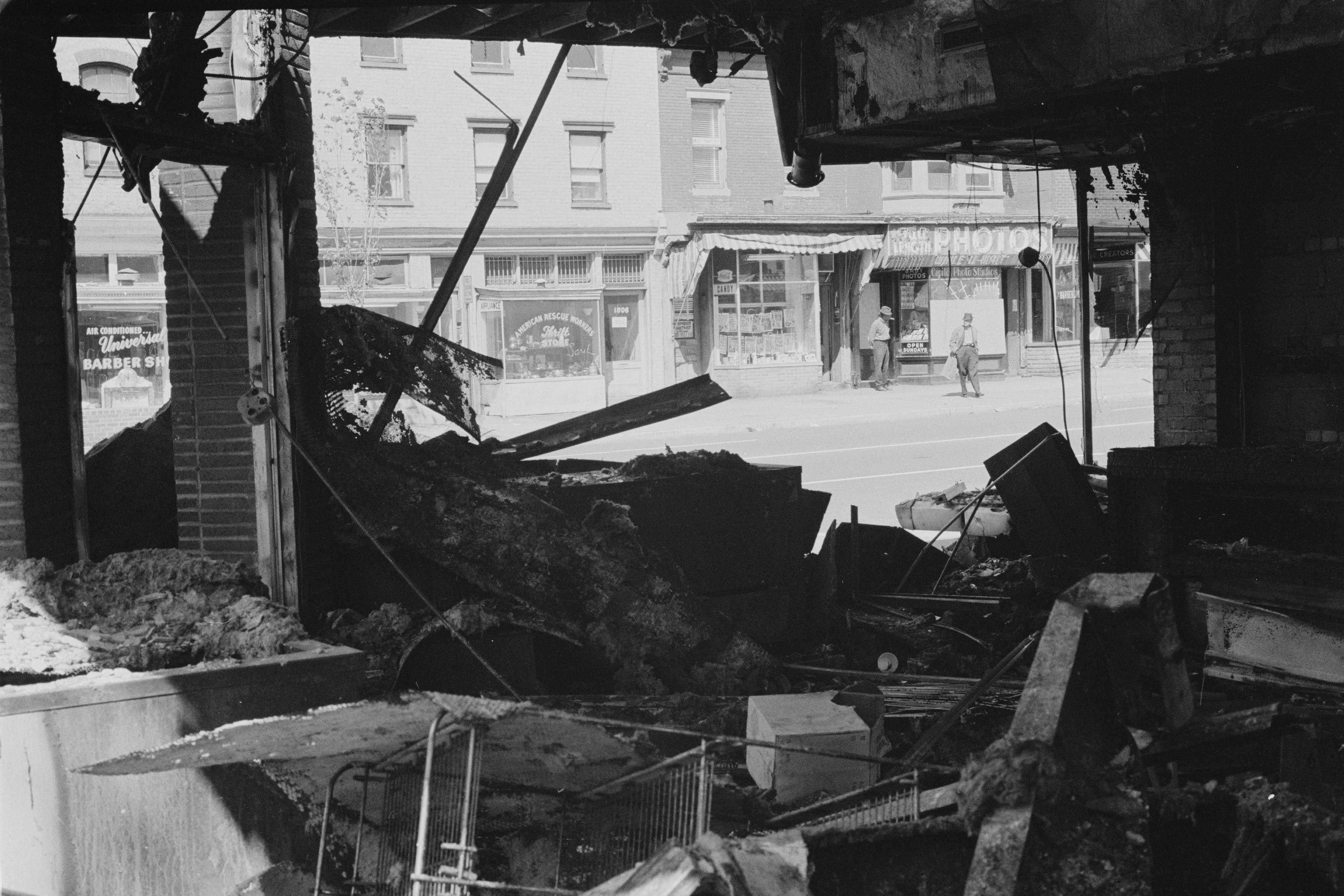
Obchod ve Washingtonu, D.C. zdemolovaný během pouličních nepokojů 16. dubna 1968

Tento čin vyvolal pouliční nepokoje ve více než 60 městech po celém světě. 9. duben byl americkým prezidentem Johnsonem vyhlášen národním dnem smutku za zemřelého bojovníka za lidská práva. Kingova pohřbu se zúčastnilo na 300 000 lidí, prezident Johnson byl z důvodu jednání o Vietnamském konfliktu v Camp Davidu zastoupen viceprezidentem Hubertem Humphreym.

### Proslov Roberta Kennedyho
Na atentát ještě tentýž den (4. dubna) zareagoval Robert Kennedy veřejným projevem ve městě Indianapolis. Kennedy toho dne, v rámci nominační kampaně pro Demokratické primárky, navštívil University of Notre Dame a Ball State University ve státě Indiana. Informoval v něm o této tragické události, zmínil se o Kingově celoživotním boji za lidská práva a konstatoval, že Amerika tragické okamžiky zažila v minulosti a nepochybně je zažije i budoucnosti: „Tímto činem nekončí doba bezpráví, doba násilí ani doba chaosu.“. O spáchání atentátu Martina Luthera Kinga se dozvěděl těsně před nástupem do letadla směr Indianapolis, kde měl přednést svůj projev. Po dohodě s osobním tiskovým mluvčím Frankem Mankiewiczem se Kennedy rozhodl navštívit Kingovu rodinu a požádat její členy, aby se drželi Kingova odkazu nepodnikat žádné násilné reakce. O úmrtí Kinga se Kennedy dozvěděl až po přistání v Indianapolisu.
Mankiewicz a poradce pro projevy Adam Walinsky začali Kennedymu okamžitě sepisovat poznámky k projevu vyjadřujícímu se ke Kingově smrti. Kennedy však Walinskyho text odmítl a hodlal použít svůj vlastní, který si narychlo sepsal během cesty z letiště; Mankiewicz se svou verzí dorazil až poté, co Kennedy započal svůj veřejný projev. Indianapoliský šéf místní policie Kennedymu sdělil, že mu během projevu nemůže poskytnou adekvátní ochranu, a že celý tento akt považuje za velmi nebezpečný. Kennedy se i přes tato varování rozhodl svůj projev přednést. Na provizorním dřevěném pódiu vybudovaném na korbě nákladního vozu Kennedy hovořil celkem čtyři minuty a padesát sedm sekund.
Robert Kennedy se v Indianapolisu stal prvním informačním zdrojem, který informoval o Kingově smrti. Někteří členové Kennedyho doprovodu se na základě reakcí publika (někteří přihlížející začali křičet nebo omdlévat) začali obávat, že by tento projev mohl vést ke vzniku pouličních nepokojů. Když se reakce publika během projevu zklidnily, uvedl Kennedy, že mnozí přihlížející by se mohli cítit ohroženi a nahněvaní obzvláště poté, co vyšla najevo skutečnost, že útočníkem byl muž bílé pleti. Dále řekl, že podobné pocity mu hlavou kolovaly po atentátu na jeho bratra Johna Kennedyho; tyto poznámky překvapily Kennedyho pobočníky, kteří jej nikdy předtím neslyšeli hovořit o Johnově smrti. Kennedy pokračoval ve svém projevu zmínkou o nutnosti vyvinout značné úsilí „aby naše země překonala tyto přetěžké časy“ a poté citoval báseň antického básníka Aischyla. Kennedy projev shrnul tím, že je nutné, aby bílí a černí žili v jednotě a vyzval veřejnost k modlitbě za Kingovu památku.

## Audiovizuální dokumenty
- The Assassination of Martin Luther King Jr.